# Афера Сокал
Афера Сокал је научна подвала коју је извео Алан Сокал, професор физике са Универзита у Њујорку и Уневирзита у Лондону. Сокал је 1996. године предао свој чланак једном листу који се бави постмодерним културолошким истраживањима -, ,Social Text“(српски: Социјани текст). Његова права намера је заправо била утврђивање веродостојности осталих интелектуалних артикала, односно да ли би овај часопис могао да допусти објављивање чланка који нема смисла ако звучи уверљиво и/или комплементира идеолошку перцепцију уредника.
Чланак, Transgressing the Boundaries: Towards a Transformative Hermeneutics of Quantum Gravity“(српски: Преко граница: ка трансформативној херменеутици квантне гравитације), објављује током пролећног семестра 1996. током       „Science Wars“(српски: Научни ратови) издања. У њему излаже како је квантна гравитација социјална и лингвистичка конструкција. Тада се није практиковала академска рецензија као ни вршење провере код других стручњака. Маја 1966. године, Сокал износи у јавност своју превару преко часописа „Lingua Franca ".
Последица овог „експеримента" јесте преиспитивање научних заслуга коментара о природним наукама од стране стручњака из хуманистичких наука, као и о општем утицају постмодерне филозофије. Такође је произвела дебату о етици Сокалоговог „огледа“.

## Зачетак идеје
У интервјуу на Америчком радио програму "All Things Considered", Сокал је изјавио да је инспирацију да објави овакав лажни чланак добио након читања "Higher superstition" у ком су аутори Пол Р. Грос и Норман Левит тврдили да ће неки научни часописи објавити било шта што је написао неки познати левичарски аутор односно ако поседује „ваљану левичарску мисао".

## Чланак
Сокалова је направио претпоставку да су уредници незаинтеросовани и лењи, и да им разне бесмислене информације нису проблем за објављивање. Оно што би им је заправо битно је убацивање идеологије у науку, ласкање деконструктивним писцима и коришћење довољне количине научног жаргона. Након што су му објавили чланак, изјавио је:
,,Резултати мог малог експеримента показују, у најмању руку, да су неки модерни сектори америчке академске левице постали                                          интелектуално лењи. Уредницима Друштвеног текста допао се мој чланак јер им се допао његов закључак: да „садржај и методологија       постмодерне науке пружају снажну интелектуалну подршку прогресивном политичком пројекту“. Они очигледно нису осећали потребу да анализирају квалитет доказа, уверљивост аргумената, па чак ни релевантност аргумената за наводни закључак".

### Издавање
Сокал је предао чланак „Social Text-у", чији уредници су прикупљали чланке за „Научне ратове",,Превазилажење граница" је било битно, јер је и биолог Рут Хубард имао чланак о истом проблему. Касније, након што је Сокал открио да је реч о превари у "Lingua Franca", уредници „Social Text-а" написали су да су они захтевали промене, које је Сокал одбио да направи. Ипак, поред тога што су Сокала назвали „аутором тешким за сарадњу" и истичући да су такви аутори добро познати уредницима, "Social Text" је објавио чланак због његових заслуга у мају 1996. у пролећно/летњим "Научним ратовима". "Social Text" се касније бранио изјавом да чланак није понуђен на анализу неком физичару.

## Реакције и одговори на чланак

### Расправа имеђу уредника и Сокала
У мају 1996. године у примерку "Lingua Franca-е" Сокал је објавио да је "Превазилажење граница" била превара и закључио да "Social Text-у" није био проблем да објави чланак о квантној физици без консултовања са било ким које стручан у тој области, због својих идеолошких уверења.
У своју одбрану, уредници „Social Text-а" су изјавили да је Сокалов есеј био покошај професионалног научника да тражи неку врсту потврде од постмодерне филозофије за развој у његовом пољу. Поред критиковања његовог стила писања, уредници "Social Text-а" оптужили су Сокала за неетичко понашање.
Сокал је рекао да је одговор уредника показао проблем који је настојао да идентификује. Друштвени текст, као академски часопис, објавио је чланак не зато што је био веран, истинит и тачан својој теми, већ зато што га је написао „академски ауторитет“ и због појаве опскурног писања. Уредници су рекли да га сматрају лоше написаним, али су га објавили јер сматрају да је Сокал академик који тражи њихово интелектуално одобрење.

### Сокалова и Брикмонтова књига
Сокал и Жан Брикмонт су 1997. године написали, Impostures intellectuelles". Kњига је садржала анализу издвојених делова које су писали признати интелектуалци за које Сокал и Брикмонт тврдили да користе неисправну научну терминологију. Завршена је критичким резимеом постмодернизма и критиком снажног утицаја социјалног конструкционизма у социологији научног сазнања. У 2008-ој години Сокал је објавио наставак књиге под именом „Beyond the Hoax", где се осврнуо на историју преваре и расправљао о њеним трајним ефектима.

## Утицај на научни свет

### Социолошко учење које следи
Социолог Роб Вилер је 2009. године извео експеримент у којем је дао студентима основних студија да прочитају Сокалов чланак и некима рекао да је то дело неког од њихових колега, а некима да је то дело неког познатог академика. Сазнао је да су студенти много боље оценили рад по квалитету ако су веровали да је аутор текста високи интелектуалац.

### Скандал „Сокалски квадрат“
Џејмс А. Линдзи, Питер Богосијан и Хелен Плакроуз су 2017. године покренули „The Grievance Studies affair“(српски: Афера жалбене студије), пројекат за креирање лажних академских радова о студијама културе, ЛГБТ, расе, пола, гојазности и сексуалности и потом њихово слање у академске часописе. Њихова намера је била да разоткрију проблеме у „grievance studies“, термину који примењују на поткатегорију ових академских тема у којима „лоша наука поткопава прави и важан посао који се обавља на другим местима“.
Превара је почела 2017. и наставила се 2019. године, када је заустављена након што је један од листова привукао пажњу новинара, који су брзо открили да његова наводна ауторка, Хелен Вилсон, не постоји. До тада су објављена четири од 20 радова, три су прихваћена, али још нису објављена, шест је одбијено, а седам је још увек у ревизији.

### СОКАЛ III
Октобра 2021, научни часопис „ Higher Education Quarterly“ објављује лажни чланак од „аутора“ „Sage Owens" и,,Kal Avers-Lynde III". Аутори праве анаграм „СОКАЛ III”. Лист им је повукао објаву.